# Ipotesi di curvatura di Weyl
L'ipotesi di curvatura di Weyl, che si presenta applicando la teoria della relatività generale di Albert Einstein alla cosmologia fisica, è stata proposta in un articolo del 1979 dal matematico e fisico teorico britannico Sir Roger Penrose, nel tentativo di formulare una spiegazione a due questioni fondamentali della fisica. Da un lato si vorrebbe spiegare perché il nostro universo appare sempre più omogeneo e isotropo al crescere della scala di osservazione (e quindi possa essere descritto da un semplice modello di Friedmann-Lemaître), dall'altro vi è la questione fondamentale sull'origine della seconda legge della termodinamica.
Penrose ipotizza che la risposta a queste domande scaturisca dal concetto di entropia dei campi gravitazionali. Penrose suggerisce che, in prossimità della singolarità gravitazionale, il Big Bang, l'entropia del campo gravitazionale cosmologico sia stata estremamente bassa (se paragonata ai valori che sarebbero stati teoricamente possibili), e poi abbia iniziato a crescere monotonicamente. Questo processo si manifesta ad esempio nella formazione delle strutture mediante l'aggregazione della materia, con la formazione di galassie e di ammassi di galassie. Penrose associa l'entropia inizialmente molto bassa dell'universo con l'effettiva scomparsa, in prossimità del Big Bang, del tensore di Weyl del campo gravitazionale cosmologico. Dopodiché, secondo lui, la sua influenza dinamica si accresce costantemente, essendo causa di un aumento complessivo dell'entropia nell'universo, provocando così una freccia del tempo cosmologica.
La curvatura di Weyl rappresenta quegli effetti gravitazionali come le forze di marea e le onde gravitazionali. I trattamenti matematici delle idee di Penrose sull'ipotesi di curvatura di Weyl sono stati descritti, nel contesto isotropo della singolarità cosmologica iniziale, in articoli specialistici. Penrose reputa l'ipotesi di curvatura di Weyl un'alternativa fisicamente più credibile dell'inflazione cosmica (una fase ipotetica di espansione accelerata nei primi anni di vita dell'universo), in grado di spiegare l'isotropia e la quasi omogeneità dello spazio attualmente osservate del nostro universo.